# Cố Luân Hòa Tĩnh Công chúa
Cố Luân Hòa Tĩnh công chúa (chữ Hán: 固伦和静公主; 10 tháng 8 năm 1756 - 9 tháng 2 năm 1775), Công chúa nhà Thanh, là Hoàng nữ thứ 7 của Thanh Cao Tông Càn Long Đế trong lịch sử Trung Quốc.

## Tiểu sử

### Tuổi nhỏ đính hôn
Công chúa sinh ngày 15 tháng 7 (âm lịch) năm Càn Long thứ 21, mẹ là Hiếu Nghi Thuần Hoàng hậu  Ngụy Giai thị. Công chúa là con gái đầu lòng và lớn nhất của Ngụy Giai thị, bà là chị ruột của Hoàng tử thứ 15 Vĩnh Diễm, tức Thanh Nhân Tông Gia Khánh Đế.
Trước khi Công chúa sinh vài tháng, quân Thanh chinh phạt Hãn quốc Chuẩn Cát Nhĩ, phát sinh Loạn Thanh Cổn Tạp Bốc. Trát Tát Khắc Thân vương Thành Cổn Trát Bố (成衮扎布) vâng mệnh bình định. Liền trong năm đó, Càn Long Đế quyết định cùng vị Trát Tát Khắc Thân vương này kết thông gia, đem con gái thứ 7 của mình gả cho con trai của Thành Cổn Trát Bố là Lạp Vượng Đa Nhĩ Tể (拉旺多尔济). Dòng dõi của Ngạch phò tương lai, là hậu duệ của Sách Lăng (策棱), thuộc bộ tộc Tái Âm Nặc Nhan (赛音诺颜), một trong Tứ đại bộ tộc của Khách Nhĩ Khách Mông Cổ, hậu duệ trực hệ 11 đời của Thành Cát Tư Hãn. Vốn Sách Lăng có nguyên phối chính thất, là Cố Luân Thuần Khác Công chúa, con gái thứ 10 của Khang Hi Đế. Thành Cổn Trát Bố chính là trưởng tử của Sách Lăng và Thuần Khác Công chúa. 
Theo "Ngọc điệp" ghi lại, tháng 9 năm Càn Long thứ 21, Công chúa đã được chỉ hôn. Từ hôn ước này có thể nhìn ra Càn Long Đế muốn lấy lòng Thành Cổn Trát Bố để ổn định thế cục ở Mạc Bắc. Tâm ý này của Càn Long được thổ lộ rõ ràng qua chỉ dụ:
"(Càn Long năm thứ 21, tháng 9 ngày Bính Tí): Dụ Quân Cơ đại thần, Khách Nhĩ Khách lời đồn hoành hành, tuỳ tiện làm bậy. Thành Cổn Trát Bố nghe được liền điều binh ngăn chặn, trẫm đã phong y làm tướng quân. Em trai y là Xa Bố Đăng Trát Bố mấy năm nay ở quân doanh cũng rất có cố gắng, trẫm cũng đã phong làm quận vương. Anh em bọn họ vốn là con trai của Ngạch phò, nghĩ cũng là người thân cũ, nay y (Thành Cổn Trát Bố) lập công khiến trẫm rất phấn chấn, trẫm có hai Công chúa nhỏ (Lục Công chúa của Hãn tần và Thất Công chúa của Lệnh phi), y cũng có con trai hai ba tuổi, vậy chỉ hôn làm Ngạch phò, khi nào vào kinh, sẽ đưa vào phủ đệ nuôi dưỡng, cho làm quen từ khi còn nhỏ."

### Đến tuổi thành hôn
Năm Càn Long thứ 35 (1770), tháng giêng, Thất Công chúa chính thức được ban hiệu [Hòa Tĩnh], lại đặc biệt phong làm [Cố Luân công chúa; 固伦公主] - đây là danh hiệu của Hoàng đích nữ do Hoàng hậu sinh ra, mặc dù sinh mẫu của Thất công chúa là Ngụy thị khi ấy đang ở tước vị Hoàng Quý phi, trở thành công chúa đầu tiên do phi tần sinh ra của Thanh triều nhận được phong hiệu này trước ngày xuất giá. Theo tài liệu Mãn văn bộ Lễ dâng lên, tiến hành "Phong Ngạch phò của Thất Công chúa làm Cố Luân Ngạch phò".
Tháng 7 năm đó, Cố Luân Hòa Tĩnh công chúa xuất giá, bộ Lễ tấu rằng Hoà Tĩnh Công chúa khi đính hôn (Sơ định lễ; 初定礼) thì diên yến dự kiến dùng rượu 90 bình, đó là chiếu theo lệ của Cố Luân Hòa Kính Công chúa. Lúc này, theo nghị lệ đời Càn Long thứ 25 (1760), thì Cố Luân công chúa sẽ diên yến 2 lần, một là Sơ định lễ, một là Thành hôn lễ; còn Hòa Thạc công chúa chỉ diên yến 1 lần là Sơ định lễ. Tuy nhiên, Càn Long Đế tại Sơ định lễ của Hòa Tĩnh công chúa vì thấy ["Số lượng quá nhiều"] nên ra chỉ cắt giảm số rượu đãi, chỉ diên yến Sơ định lễ là 35 bình rượu, giảm đi so với Sơ định lễ của Hòa Kính công chúa. Bên cạnh đó, theo lệ thì tại cung của Thái hậu sẽ đãi 20 bình, nhưng cuối cùng giảm đi chỉ đãi 10 bình, là tổng 45 bình rượu. Công chúa phủ đệ không tính khuôn viên có 200 phòng. Bên cạnh đó vào những dịp đi xa cần dùng Nghi trượng.
Năm Càn Long thứ 40 (1775), ngày 10 tháng 1 (âm lịch), Cố Luân Hòa Tĩnh Công chúa qua đời, khi gần 20 tuổi. Lễ nghi an táng của Công chúa, tiêu tốn 1 vạn 4300 lượng. Khu mộ phần của Hòa Tĩnh Công chúa nay thuộc khu vực Triều Dương, Bắc Kinh. 
Năm Gia Khánh thứ 21 (1816), Ngạch phò Lạp Vượng Đa Nhĩ Tể chết bệnh, được hợp táng cùng Công chúa.

## Quan hệ với Dự phi
Sách Thanh Cao Tông thực lục ghi nhận: "Tháng 12 năm Càn Long thứ 38. Dụ, ngày 20 tháng này. Dự phi hoăng thệ. Nghỉ triều 3 ngày. Phái Hoàng bát tử (Vĩnh Tuyền), Hoàng thập nhị tử (Vĩnh Cơ), Thất Công chúa (Hòa Tĩnh) và Thất Ngạch phò Lạp Vượng Đa Nhĩ Tế mặc tang phục.".
Bên cạnh đó, ký dụ của Càn Long gửi Nội vụ Phủ Tổng quản Mại Lạp Tốn: "Ngày 15 tháng 9 năm Càn Long thứ 38. Phụng thượng dụ: Nay Dự phi bệnh, trước tiên hộ tống hồi kinh. Ngoàn ra lưu ý với Mại Lạp Tốn, mau báo cho Thất Công chúa biết.". Sau đó khi Dự phi về kinh có ở trong phủ đệ của Thất Công chúa một thời gian.